# Юртайкин, Сергей Прокофьевич
Сергей Прокофьевич Юртайкин (18 октября 1927; Старое Синдрово, Пензенская губерния, Краснослободский район, РСФСР, СССР (ныне — Республика Мордовия) — 14 ноября 2018; Снегири Московская область) — советский и российский актёр театра, кино и дубляжа. Сыграл более чем в 100 фильмах.

## Биография
Родился 18 октября 1927 года в селе Старое Синдрово, в многодетной семье крестьян.
С 1937 года по 1938 год семья Юртайкиных работала в чергизовском колхозе, а сам Сергей с самого детства работал там. С 1938-1941 года они жили в Немчиновке.
В 1949 году окончил мордовскую студию ГИТИСа, а в 1953 году — актёрский факультет ВГИКа мастерскую Сергея Герасимова и Тамары Макаровой.
После окончания был зачислен в Театр-студию киноактёра, в котором работал до 1990 года.
Помимо актёрской работы много занимался общественной деятельностью. В театре более 25 лет был заместителем председателя месткома, входил в жилищную комиссию.
Последние годы проживал в поселке Снегири Истринского района у своего племянника, священника Макария Юртайкина.
Ушёл из жизни 14 ноября 2018 года в возрасте 91-го года в посёлке Снегири Московской области. Похоронен на Лайковском кладбище, рядом с городом Одинцово Московской области.

## Фильмография

### Роли в кино
- 1954 — Школа мужества (эпизод)
- 1954 — Об этом забывать нельзя (студент)
- 1954 — Командир корабля (матрос)
- 1954 — Верные друзья (комсомолец)
- 1955 — Первый эшелон (тракторист)
- 1955 — Дорога (шофер)
- 1955 — Доброе утро (молодой водитель)
- 1956 — Человек родился (молодой ремонтник)
- 1956 — Капитан «Старой черепахи» (Стёпа Кравченко)
- 1957-1958 — Тихий Дон (Валет)
- 1958 — На дальних берегах (югослав)
- 1958 — Жизнь прошла мимо (рабочий)
- 1958 — Девушка с гитарой (покупатель)
- 1959 — Человек меняет кожу (член бригады Тарелкина)
- 1959 — Первый день мира (эпизод)
- 1960 — Хлеб и розы (Никифоров)
- 1960 — Мичман Панин (осужденный)
- 1961 — Нахалёнок (Терещенко)
- 1961 — Мир входящему (повар)
- 1961 — Битва в пути (Клинков)
- 1961 — Жизнь сначала (студент)
- 1961 — Музыка Верди (короткометражный), (матрос), нет в титрах
- 1961 — Как рождаются тосты (короткометражный), Курятников, (нет в титрах)
- 1962 — Павлуха (Никола)
- 1962 — Остров Ольховый (короткометражный), (житель острова)
- 1963 — Секретарь обкома (участник совещания; эпизод)
- 1963 — Коротко лето в горах (шофер)
- 1963 — Конец и начало (эпизод)
- 1963 — Живые и мёртвые (эпизод, 2-я серия)
- 1964 — Дочь Стратиона (партизан)
- 1965 — Погоня (Василь)
- 1965 — Мы, русский народ (Мордвин)
- 1966 — Дикий мёд (геолог)
- 1967 — Возмездие (Харченко; нет в эпизодах)
- 1967 — Первый курьер (эпизод)
- 1967 — Первороссияне (эпизод)
- 1967 — За нами Москва (боец)
- 1968 — Далеко на Западе (заключенный)
- 1968 — Время счастливых находок (гость; эпизод)
- 1969 — Тоска (короткометражный) (эпизод)
- 1970 — Сердце России (рабочий)
- 1970 — Один из нас (эпизод)
- 1971, 1972 — Руслан и Людмила (советник хана)
- 1971 — Тропой бескорыстной любви (Леха)
- 1972 — Сибирячка (рабочий Павел)
- 1972 — Возвращение скрипки (партизан)
- 1973-1983 — Вечный зов (милиционер)
- 1973 — Неисправимый лгун (парикмахер)
- 1973 — Невероятные приключения итальянцев в России (водитель автовоза)
- 1974 — Высокое звание
- 1974 — Последняя встреча (конвоир)
- 1974 — Совесть (браконьер)
- 1974 — Три дня в Москве (метростроевец)
- 1975 — Степные раскаты (член ревкома)
- 1976 — Трын-трава (колхозник)
- 1976 — Восхождение (возница)
- 1977 — Фронт за линией фронта (партизан)
- 1977 — Трактир на Пятницкой (приценивающийся к кольцу)
- 1977 — Схватка в пурге (Гусев)
- 1977 — Любовь Яровая (фильм-спектакль) (1-й конвойный)
- 1977 — Смешные люди! (силач)
- 1978 — Торговка и поэт (погромщик)
- 1979 — По следу властелина (эпизод)
- 1979 — Отец и сын (Кондрат)
- 1979 — Крутое поле (Санько)
- 1979 — По следе властелина (охотник)
- 1979 — Выгодный контракт (журналист)
- 1980 — Коней на переправе не меняют (Василий Васильевич)
- 1980 — Иначе нельзя (Иван Мартынович)
- 1980 — Если бы я был начальником (рабочий)
- 1981 — От зимы до зимы (конвертерщик)
- 1981 — Любовь моя вечная (председатель колхоза)
- 1982 — Рысь выходит на тропу (Леха)
- 1982 — Нам здесь жить (участник совещания)
- 1983 — Человек на полустанке (ремонтник)
- 1983 — Срок давности (Николай Михайлович)
- 1983 — Дважды рождённый (Мохов)
- 1984 — Человек-невидимка (полисмен)
- 1984 — Тихие воды глубоки (эпизод)
- 1984 — Особое подразделение (эпизод)
- 1985 — Искренне Ваш (сторож музея)
- 1986 — Рысь возвращается (Лех)
- 1986 — Первый парень (посетитель Фомина)
- 1986 — Земля моего детства (участковый)
- 1987 — Николай Подвойский (татарин)
- 1987 — Доченька (таксист)
- 1988 — Щенок (вахтер редакции)
- 1989 — Прямая трансляция (следователь)
- 1991 — Царь Иван Грозный (опричник)
- 1991 — Умирать не страшно (официант Коля)
- 1992 — Исполнитель приговора (вахтер)
- 1998 — Незримый путешественник (второй фельдшер)
- 2000 — Марш Турецкого (1 сезон) (свидетель трагедии, фильм 2)
- 2000 — Зависть богов (сосед Игоря)
- 2001 — Апрель (эпизод)
- 2004 — Чудеса в Решетове (Шофер-сосед в общежитии)
- 2004 — Родственный обмен (эпизод)
- 2004 — Дальнобойщики-2

### Роли озвучивания
- 1959 — Командир отряда | Commander of the detachment, The | Командирът на отряда (Болгария), (роль: Мустафа)
- 1959 — Трагедия «Счастливого дракона» | Daigo Fukuryu-Maru | 第五福竜丸 (Япония)
- 1961 — Дочь двух отцов | Tachi and Her Fathers | 达吉和她的父亲 (Китай)
- 1970 — Запутанные следы | Brigade Miscellaneous Steps In | Brigada Diverse intrã în acţiune (Румыния)
- 1981 — Утренние всадники (Клычли, роль Амана Одаева)

### Театральные работы
- «Директор» (солдат)
- «Иван Васильевич» (милиционер)
- «Таня» (матрос)
- «Наследство» (Картузов)
- «Гроза» (Шапкин)
- «Дерзкие земляне» (Владимир Быстров)
- «Варвары» (Матвей Гогин)
- «Русские люди» (Семёнов)
- «Дурочка» (Педро)
- «Разговор по душам» (Лыков)
- «Бабий бунт» (Федот)
- «Бесы» (Виргинский)
- «Ка-ка-ул!» (Мужичков)